# Trojrohé pleso
Trojrohé pleso je morénové jezero v Dolině Bielych plies ve Vysokých Tatrách na Slovensku. Má rozlohu 0,1680 ha a je 85 m dlouhé a 70 m široké. Dosahuje maximální hloubky 1,4 m a objemu 1247 m³. Leží v nadmořské výšce 1611 m.

## Okolí
Na většině pobřeží roste kosodřevina. Jihozápadně se pozvolna zvedá hřeben Žeruchové kopy. Ve vzdálenosti 200 m na sever se nachází Veľké Biele pleso.

## Vodní režim
Pleso nemá povrchový přítok ani odtok. Rozměry jezera v průběhu času zachycuje tabulka:
| Rok     | Měření prováděl   | Rozloha ha | Délka m | Šířka m | Hloubka max.m | Objem m³ |
| ------- | ----------------- | ---------- | ------- | ------- | ------------- | -------- |
| 1930    | Józef Szaflarski  | 0,198      | 102     | 44      | 1,2           | [ 2 ]    |
| 1961–67 | pracovníci TANAPu | 0,170      | 85      | 70      | 1,2           | [ 2 ]    |
| 2005    | Gregor, Pacl      | 0,1680     | [ 2 ]   | [ 2 ]   | 1,4           | 1247     |

## Přístup
Přístup je možný pěšky a to pouze v letním období od 16. června do 31. října. Ve vzdálenosti několika metrů od jihozápadního břehu vede  červená turistická značka, tatranská magistrála.
- od Chaty pri Zelenom plese trvá výstup 0,5 hodiny. Vrátit se je možné stejnou cestou nebo pokračovat k Veľkému Bielemu plesu, kde stávala Kežmarská chata.

### Ochrana přírody
Jezero postupně zarůstá rašelinou. Vyskytuje se v něm vzácné vodní rostlinstvo.